# Yeşilova
Yeşilova est une ville et un district de la province de Burdur dans la région méditerranéenne en Turquie.

## Géographie
La ville de Yeşilova est situé à 89,3 km de Denizli et à 59,6 km de Burdur. Bordé par le lac de Salda, le climat de la ville est très agréable.

## Histoire
Yeşilova et ses alentours sont passés aux mains des Turcs après la bataille de Manzikert dans les environs de 1093. Dans cette période même s'il y'a eu des conflits entre la population Byzantine et les Turcs, en 1190 l'empereur romain germanique Frédéric Barberousse arriva avec son armée de croisés jusqu'à cette région. Profitent de la situation, les Byzantins ont violé la frontière turque. Après de grandes batailles, les chrétiens sont chassés par les Seldjoukides.

## Communes du district
Avec la ville de Yeşilova comme chef-lieu, le district de Yeşilova détient 39 communes.
| - Akçaköy - Alanköy - Armutköy - Aşağıkırlı - Başkuyu - Bayındır - Bayırbaşı - Bedirli - Beyköy - Büyükyaka | - Çaltepe - Çardak - Çeltek - Çuvallı - Dereköy - Doğanbaba - Düdenköy - Elden - Gençali - Gökçeyaka | - Güney - Harmanlı - Horozköy - İğdir - Işıklar - Karaatlı - Karaköy - Kavak - Kayadibi - Niyazlar | - Onacak - Orhanlı - Örencik - Salda - Sazak - Taşpınar - Yarışlı - Yeşilova - Yukarıkırlı |

## Paysage

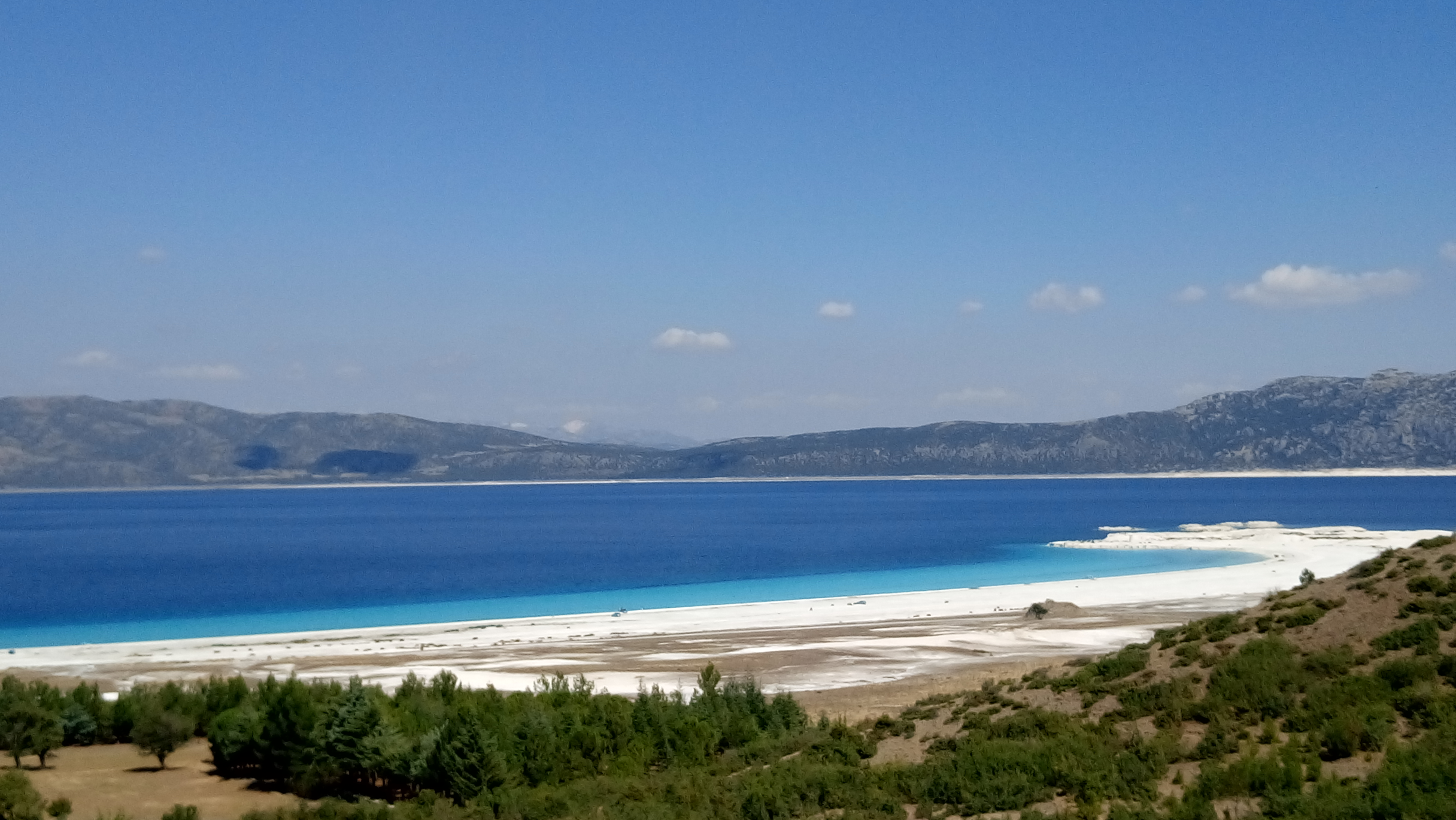
Photo panoramique du Lac de Salda